# 新保智
新保 智（しんぽ さとし、1951年9月15日 - ）は、日本の郵政官僚、実業家。郵政事業庁近畿郵政局長や、日本郵政公社郵政総合研究所長を務めた。

## 人物・経歴
1974年一橋大学経済学部卒業、郵政省入省。2001年から郵政事業庁近畿郵政局長を務め、高祖憲治派の公職選挙法違反に絡み前局長らが逮捕された事件で、「郵政事業に対する国民の信頼を損ねた」と謝罪し、信頼回復にあたった。
2003年からは日本郵政公社近畿支店長を務め、豊中郵便局保険課課長代理ら職員17人が、簡易保険の不正契約を行っていたことが発覚したことを受け、再発防止に取り組んだ。2004年日本郵政公社郵政総合研究所長。2005年財団法人郵便貯金振興会理事。2007年株式会社NTTデータ監査役。2021年瑞宝中綬章受章。